# Eagle Village
Eagle Village ist ein Ort und ein census-designated place (CDP) in der Southeast Fairbanks Census Area in Alaska in den Vereinigten Staaten. Das U.S. Census Bureau hatte bei der Volkszählung 2020 eine Einwohnerzahl von 53 ermittelt.

## Geographie
Eagle Village befindet sich im Alaska Interior am linken Flussufer des Yukon River, 8 km südöstlich von Eagle sowie 2 km Luftlinie entfernt von der kanadischen Grenze auf einer Höhe von 267 m. Im Nordwesten befindet sich der Flugplatz Eagle (Eagle Airport). Eine Straße führt von Eagle, dem Endpunkt des Taylor Highways (Alaska Route 5) entlang dem Yukon-Flussufer nach Eagle Village.

## Geschichte
Eagle Village erschien bei Zensus 1880 als das „unincorporated village“ "Fetoutlin (David's people)" mit 106 Bewohnern, allesamt Angehörige des Tinneh-Stamms. 1890 hieß der Ort "David’s Camp" mit 66 Einwohnern. Von 1920 bis 1940 war der Ort als „Eagle Native Village“ beim Zensus präsent. 
Anschließend fehlte Eagle Village bis zum Zensus 1980, als es dann als ein census-designated place geführt wurde.
Eagle Village ist ein Hän-Gwichʼin-Indianerdorf in unmittelbarer Nähe zu Eagle, welches der ursprüngliche Standort des Dorfes war, bevor sich dieser zu einer Bergbausiedlung entwickelte. Im Frühjahr 2009 wurde das Dorf durch Überflutung zerstört. Ein Eisdamm hatte sich flussabwärts am Yukon River gebildet und das Wasser aufgestaut, so dass dieses über die Ufer trat. Es gab jedoch keine Todesopfer. 

## Demografie
Zum Zeitpunkt der Volkszählung im Jahre 2020 (U.S. Census 2020) hatte Eagle Village 53 Einwohner auf einer Landfläche von 44,03 km². Von den Einwohnern waren 20 Weiße, ein Afroamerikaner sowie 27 amerikanisch-indianischer Abstammung. Beim Zensus 2000 wurde eine Einwohnerzahl von 68 ermittelt, beim Zensus 2010 war die Zahl 67. Somit war die Bevölkerungsentwicklung der letzten Jahre rückläufig.